# Duberria rhodesiana
Espèce
Synonymes
- Duberria lutrix rhodesiana Broadley, 1958

Duberria rhodesiana est une espèce de serpents de la famille des Lamprophiidae. 

## Répartition
Cette espèce est endémique du Nord-Est du Zimbabwe.

## Étymologie
Son nom d'espèce lui a été donné en référence au lieu de sa découverte, la Rhodésie du Sud.

## Publication originale
- Broadley, 1958 : Serpents, Colubridae: Duberria lutrix rhodesiana n. subsp.. Occasional Papers of the National Museum of Southern Rhodesia, vol. 3, p. 215-216.